# Бороштица
Бороштица је насеље у Србији у општини Тутин у Рашком округу. Према попису из 2022. године било је 490 становника.

## Демографија
У насељу Бороштица живи 241 пунолетни становник, а просечна старост становништва износи 28,4 година (27,8 код мушкараца и 29,0 код жена). У насељу има 65 домаћинстава, а просечан број чланова по домаћинству је 5,83.
Ово насеље је великим делом насељено Бошњацима (према попису из 2002. године).
|  |

| Демографија | Демографија | Демографија |
| Година      | Становника  | Становника  |
| ----------- | ----------- | ----------- |
| 1948.       | 406         |             |
| 1953.       | 494         |             |
| 1961.       | 461         |             |
| 1971.       | 321         |             |
| 1981.       | 396         |             |
| 1991.       | 403         | 403         |
| 2002.       | 379         | 419         |

| Етнички састав према попису из 2002.‍ | Етнички састав према попису из 2002.‍ | Етнички састав према попису из 2002.‍ | Етнички састав према попису из 2002.‍ | Етнички састав према попису из 2002.‍ |
| ------------------------------------ | ------------------------------------ | ------------------------------------ | ------------------------------------ | ------------------------------------ |
|                                      |                                      |                                      |                                      |                                      |
| Бошњаци                              | Бошњаци                              |                                      | 372                                  | 98,15%                               |
| непознато                            | непознато                            |                                      | 7                                    | 1,84%                                |

| Година пописа     | 1948. | 1953. | 1961. | 1971. | 1981. | 1991. | 2002. |
| ----------------- | ----- | ----- | ----- | ----- | ----- | ----- | ----- |
| Број домаћинстава | 56    | 63    | 53    | 40    | 57    | 52    | 65    |

| Број чланова      | 1 | 2 | 3 | 4 | 5  | 6 | 7  | 8 | 9 | 10 и више | Просек |
| ----------------- | - | - | - | - | -- | - | -- | - | - | --------- | ------ |
| Број домаћинстава | 0 | 4 | 7 | 9 | 12 | 6 | 12 | 9 | 4 | 2         | 5,83   |

| Пол    | Укупно | Неожењен/Неудата | Ожењен/Удата | Удовац/Удовица | Разведен/Разведена | Непознато |
| ------ | ------ | ---------------- | ------------ | -------------- | ------------------ | --------- |
| Мушки  | 129    | 61               | 68           | 0              | 0                  | 0         |
| Женски | 137    | 53               | 69           | 15             | 0                  | 0         |
| УКУПНО | 266    | 114              | 137          | 15             | 0                  | 0         |

| Пол    | Укупно                    | Пољопривреда, лов и шумарство | Рибарство                            | Вађење руде и камена | Прерађивачка индустрија       |
| ------ | ------------------------- | ----------------------------- | ------------------------------------ | -------------------- | ----------------------------- |
| Мушки  | 111                       | 108                           | 0                                    | 0                    | 0                             |
| Женски | 102                       | 101                           | 0                                    | 0                    | 0                             |
| УКУПНО | 213                       | 209                           | 0                                    | 0                    | 0                             |
| Пол    | Производња и снабдевање   | Грађевинарство                | Трговина                             | Хотели и ресторани   | Саобраћај, складиштење и везе |
| Мушки  | 0                         | 0                             | 0                                    | 0                    | 0                             |
| Женски | 0                         | 0                             | 0                                    | 0                    | 0                             |
| УКУПНО | 0                         | 0                             | 0                                    | 0                    | 0                             |
| Пол    | Финансијско посредовање   | Некретнине                    | Државна управа и одбрана             | Образовање           | Здравствени и социјални рад   |
| Мушки  | 0                         | 0                             | 1                                    | 2                    | 0                             |
| Женски | 0                         | 0                             | 1                                    | 0                    | 0                             |
| УКУПНО | 0                         | 0                             | 2                                    | 2                    | 0                             |
| Пол    | Остале услужне активности | Приватна домаћинства          | Екстериторијалне организације и тела | Непознато            | Непознато                     |
| Мушки  | 0                         | 0                             | 0                                    | 0                    | 0                             |
| Женски | 0                         | 0                             | 0                                    | 0                    | 0                             |
| УКУПНО | 0                         | 0                             | 0                                    | 0                    | 0                             |